# Saint-Germain-Laval (Loire)
Saint-Germain-Laval é uma comuna francesa na região administrativa de Auvérnia-Ródano-Alpes, no departamento de Loire. Estende-se por uma área de 17,08 km². Em 2010 a comuna tinha 1 652 habitantes (densidade: 96,7 hab./km²).